# Otar Čiladze
Otar Čiladze (* 20. března 1933 Signagi – 1. října 2009 Tbilisi) byl gruzínský básník a romanopisec. Studoval filozofickou fakultu univerzity v Tbilisi. Po několika vydaných lyrických pásmech debutoval v roce 1973 jako romanopisec.

## Vyznamenání
- Řád cti – Gruzie, 1997

## Dílo
- Kacis xelebi (Mužské ruce), 1959
- Devebit savse kudi (Čepice plná démonů), 1962
- Tixis sami pirpita (Tři hliněné tabulky), 1962
- Rkinis sacoli (Železná postel), 1963
- Adamiani gazetis svetši (Člověk v novinovém sloupci), 1964
- Gzaze erthi kaci midioda (Půjdu za svým hněvem), 1973, česky 1978 – román
- Qovelman čemman mpovnelman (Kdo mě koli nalezne, česky jako Kainovo znamení), 1976, česky 1984 – román
- Rkinis theatri (Železné divadlo), 1981 – román